# Osman el-Bardissi

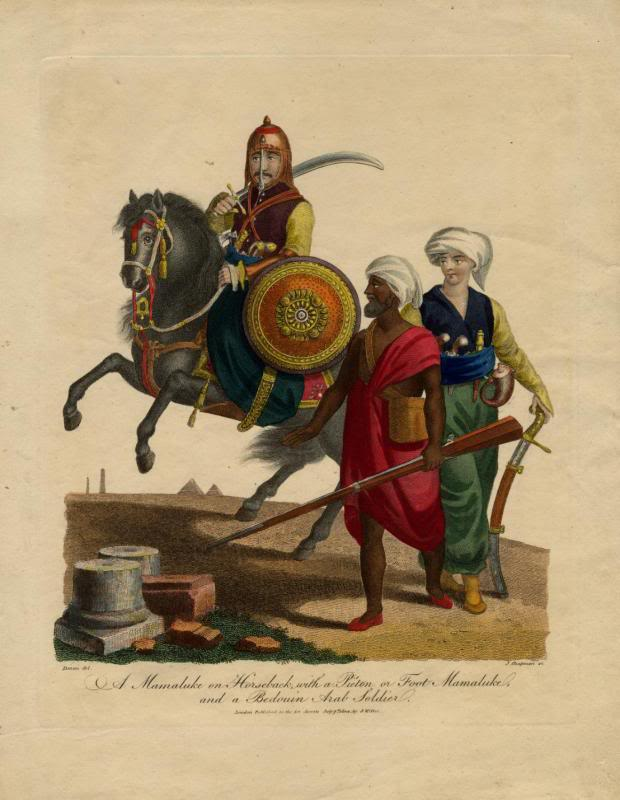
Un mamelouk à cheval, un fantassin noir et un Bédouin, dessin de J. Chapman, 1804.

Osman el-Bardissi, mort le 19 novembre 1806, était un bey mamelouk de l'Égypte ottomane. 

## Biographie
Il est un lieutenant du chef mamelouk Mourad Bey lorsque celui-ci se retire en Haute-Égypte après la prise du Caire par les Français de l'expédition d'Égypte. Après la bataille d'Héliopolis (20 mars 1800) remportée par Kléber contre les Ottomans, il sert d'intermédiaire entre le grand vizir Kör Yusuf Ziyaüddin Pacha (en), Mourad Bey, devenu allié des Français, et le général français Menou qui a succédé à Kléber assassiné le 14 juin 1800. 
Menou ayant refusé les offres de paix du grand vizir, les Français sont obligés de disperser leurs forces pour faire face aux Ottomans, aux mamelouks d'Ibrahim Bey, rival de Mourad Bey, et à un corps expéditionnaire britannique. Battus par les Britanniques à la bataille de Canope (ou bataille d'Alexandrie, 21 mars 1801), les Français sont obligés de se retrancher dans Alexandrie avant de négocier leur évacuation d'Égypte en octobre 1801. Mourad Bey meurt de la peste le 22 avril 1801 ; Osman el-Bardissi lui succède à la tête de ses partisans. 
Cependant, la Sublime Porte, appuyée par les Britanniques du général David Baird (en), décide de rétablir son autorité en Égypte en éliminant les turbulents mamelouks. Osman el-Bardissi et 5 autres chefs sont arrêtés et embarqués de force sur la flotte ottomane. Osman al-Bardissi, blessé en se défendant, est libéré à la demande des Britanniques et va rejoindre Ibrahim Bey à Gizeh. Les mamelouks restent maîtres de la Haute-Égypte. 
Après le départ des Britanniques en mars 1803, le gouverneur ottoman Husrev Pacha entreprend de réduire les mamelouks en s'appuyant sur des forces hétéroclites, une troupe recrutée parmi les esclaves noirs, 24 déserteurs français qui font office d'instructeurs, auxquels s'ajoute un corps d'Albanais commandés par Tahir Pacha. Celui-ci est assassiné au cours d'une mutinerie et son lieutenant, Méhémet Ali, prend la tête des Albanais. Il fait alliance avec la faction mamelouke d'Osman el-Bardissi. Ensemble, ils assiègent Husrev Pacha dans Damiette et l'obligent à repartir à Constantinople. Osman al-Bardissi et ses mamelouks occupent le Caire et se rendent vite impopulaires en imposant de lourdes taxes. Les Cairotes se révoltent contre les mamelouks et Méhémet Ali, prenant la tête des insurgés, se fait proclamer gouverneur d'Égypte. 
Trabluslu Ali Pacha (en), nommé gouverneur par la Sublime Porte après le départ de Husrev Pacha, tente d'acheter la soumission des chefs mamelouks en leur proposant des apanages en Syrie ottomane. Ayant échoué, il tente sans succès de s'emparer de Rosette puis marche sur le Caire : à la suite d'une mutinerie de ses troupes, il est livré à Osman el-Bardissi qui s'empare de ses trésors et le fait exécuter. Méhémet Ali, voyant les mamelouks divisés et affaiblis, les fait chasser du Caire, où les maisons d'Osman el-Bardissi et d'Ibrahim Bey sont pillées, de Damiette et de Rosette. Osman el-Bardissi meurt le 19 novembre 1806, probablement empoisonné par ordre de Méhémet Ali. Celui-ci, après avoir obtenu le départ du dernier général ottoman, Khursit Pacha, reste seul maître de l'Égypte. 